# Hélio Vitor Ramos Filho
Hélio Vitor Ramos Filho (Salvador, 1959) é um diplomata brasileiro.
Em 04 de junho de 2019, foi confirmado pelo Plenário para ser o embaixador brasileiro na Embaixada do Brasil em Roma na Itália, posto que assumiu em setembro de 2019 e ainda ocupa.
Foi ministro interino de Ministério de Minas e Energia no governo Fernando Henrique Cardoso, de 23 de fevereiro até 13 de março de 2001.
Desde 2019, ocupa o posto de embaixador brasileiro na Itália, Malta e San Marino.

## Pessoal
Nasceu na cidade de Salvador na Bahia, em 1959
Em 1981, formou-se pelo Instituto Rio Branco, a academia diplomática brasileira, dando início a sua carreira de diplomata no Ministério das Relações Exteriores (Brasil).
Ele é casado com Milma de Azevedo Bezerra Vitor Ramos, com quem tem três filhos no total: Carlota, Manuela e ainda Antonio Pedro.

## Postos ocupados
- Embaixador na Embaixada do Brasil em Roma/Itália e nas repúblicas de San Marino e Malta (2019 - presente)[3][1]
- Cônsul-Geral em Miami nos Estados Unidos (2011-2016)
- Ministro-Conselheiro na Embaixada do Brasil em Lisboa e Representante Alterno junto à CPLP (2004-2006).
- Embaixada do Brasil em Washington, D.C. (1995-1999)
- Embaixada do Brasil em Lima (1990-1991)
- Embaixada do Brasil em Roma (1985-1988)

Também exerceu diversas funções em Brasília e no Ministério das Relações Exteriores (Brasil), como a de Secretário-Executivo e Ministro de Estado, interino, do Ministério de Minas e Energia (1999-2001).